# L'Équipe de Polo
Pour plus de détails, voir Fiche technique et Distribution.
L'Équipe de Polo (Mickey's Polo Team) est un dessin animé de Mickey Mouse produit par Walt Disney pour United Artists et sorti le 4 janvier 1936.

## Synopsis
Mickey est le capitaine d'une équipe de polo, sport qu'il pratique sur une mule. Son équipe comprend des toons : Dingo, Donald et le Grand méchant loup. L'équipe adverse est composée elle de (caricatures) de stars de l'époque : Charles Chaplin, Stan Laurel, Oliver Hardy, Harpo Marx (montant une autruche).
La partie est arbitrée par Jack Holt. Le match se déroule de manière peu conventionnelle, principalement à cause de ses participants mais cela ne perturbe pas trop l'assistance composée elle de Max Hare, W. C. Fields, Clarabelle, Clark Gable, mais aussi Shirley Temple assise à côté des Trois Petits Cochons.

## Fiche technique
- Titre original : Mickey's Polo Team
- Autres Titres[1] :
  - Argentine : El Equipo de polo de Mickey
  - France : L'Équipe de Polo
  - Suède : Polomatchen
- Série : Mickey Mouse
- Réalisateur : David Hand
- Animateur : Art Babbitt, Dick Huemer
- Voix : Walt Disney (Mickey), Clarence Nash (Donald)
- Producteur : Walt Disney, John Sutherland
- Distributeur : United Artists
- Date de sortie : 4 janvier 1936[2]
- Format d'image : Couleur (Technicolor)
- Son : Mono
- Durée : 8 min
- Langue : (en)
- Pays :  États-Unis

## Commentaires
Comme dans Mickey papa (1935), la réalité est la source d'inspiration de ce film. Il est connu que Walt Disney pratique le polo au sein de l'Athletic Club d'Hollywood depuis 1931 et qu'il organise parfois des matchs avec ses collaborateurs contre des vedettes de télévision. Walt s'est aussi entouré de ses amis et employés pour jouer des matchs souvent disputés au Riviera Country Club. Il a eu un haras de sept poneys nommés June, Slim, Nava, Arrow, Pardner, Tacky et Tommy.
Ce film reprend le principe des acteurs caricaturés dans le monde du dessin animé déjà utilisé dans la Parade des nommés aux Oscars 1932. Le principe sera réutilisé dans Mother Goose Goes Hollywood (1938) et Chasseur d'autographes (1939).
Ce film contient un faux raccord, à un moment, Olivier Hardy tombe de son cheval et Stan Laurel l'aide à le remonter, 2 secondes plus tard, on voit qu'ils sont comme les autres à tenter d'attraper la balle sur leurs chevaux et juste après on retrouve Laurel qui essaye encore de faire monter Hardy sur le cheval.